# Brian Murphy
Brian Murphy (ur. 7 maja 1983 w Waterford) – irlandzki piłkarz występujący na pozycji bramkarza w Queens Park Rangers.